# Carl Jacob Löwig
 Carl Jacob Löwig (n.17 martie 1803, Bad Kreuznach – d.27 martie 1890, Breslau) a fost un chimist german care a descoperit, independent de Antoine Jérôme Balard, elementul chimic brom.
Carl Jacob Löwig a obținut titlul de doctor la Universitatea din Heidelberg, pentru munca sa în colaborare cu Leopold Gmelin. În timpul cercetărilor sale asupra unor săruri minerale, în anul 1825,  a descoperit elementul chimic brom, pe care l-a descris ca pe un gaz brun eliberat la tratarea sării cu clor.
După activitatea sa de la Universitatea din Heidelberg și Universitatea din Zürich, a devenit succesorul lui Robert Wilhelm Bunsen la catedra acestuia de la Universitatea din Breslau; a trăit și activat până la decesul său la Breslau.